# Gün keçdi
Gün keçdi ist ein aserbaidschanisches Liebesdrama aus dem Jahr 1971 unter der Regie von Arif Babayev. Darin sind Leyla Şıxlinskaya als Əsmər, Həsən Məmmədov als Ogtay und Həsənağa Turabov als Ogtays Kollege zu sehen. Es ist eine Adaption des Romans Gürcü familiyası („Georgischer Name“) des aserbaidschanischen Autors Anar. Anar veröffentlichte den Roman 1967 und adaptierte ihn später selbst zu einem Drehbuch.
Der Film erzählt die Geschichte zweier versöhnter Kindheitsfreunde, die über ihre Vergangenheit nachdenken, und fängt auch die Atmosphäre und Seele von Baku zu dieser Zeit ein. Der Titel bezieht sich auf die Unfähigkeit der Charaktere, ihre Vergangenheit und das, was bereits passiert ist, zu ändern.
Nach der Veröffentlichung erlangte Gün keçdi in Aserbaidschan große Popularität und Kritikerlob. Er gilt heute als einer der besten aserbaidschanischen Filme der 1970er Jahre.

## Handlung
Əsmər, eine der Hauptfiguren des Films, wirkt auf den ersten Blick glücklich. Sie ist mit einem Diplomaten verheiratet, hat eine Tochter und viele Freunde. Sie hat aufregende Erinnerungen an Reisen um die ganze Welt. Früher genoss sie ihren unterhaltsamen und angenehmen Lebensstil, aber mit der Zeit verblassten dessen Wert und Bedeutung in ihren Augen. Sie hatte ihren wahren Platz im Leben immer noch nicht gefunden.
Nachdem sie sich von Ogtay getrennt hat, möchte sie ihr Leben wieder aufbauen und bestimmte Zugeständnisse machen. Der Film endet mit der Feststellung, dass es unmöglich ist, an der Vergangenheit und den Erinnerungen festzuhalten, und dass jeder auf seine Zukunft blicken sollte.

## Hintergrund
Während der Dreharbeiten weigerte sich der Schauspieler Hasan Mammadov, das Ende des Films zu spielen, das ursprünglich eine sexuell intime Szene zwischen Ogtay und Əsmər beinhaltete. Infolgedessen waren die Autoren gezwungen, bestimmte Teile des Drehbuchs zu ändern.